# Coupe d'Italie de football 1973-1974
Navigation
Coupe d'Italie 1972-1973 Coupe d'Italie 1974-1975
La Coupe d'Italie de football 1973-1974, est la 27e édition de la Coupe d'Italie.

## Déroulement de la compétition

### Participants

#### Serie A (D1)
Les 16 clubs de Serie A sont engagés en Coupe d'Italie.

#### Serie B (D2)
Les 20 clubs de Serie B sont engagés en Coupe d'Italie.

### Calendrier
| Phase                | Tour        | Dates                                    |
| -------------------- | ----------- | ---------------------------------------- |
| 1re phase de groupes | 1re journée | 29 août 1973                             |
| 1re phase de groupes | 2e journée  | 2 - 9 septembre 1973                     |
| 1re phase de groupes | 3e journée  | 8 - 9 - 16 septembre 1973                |
| 1re phase de groupes | 4e journée  | 16 - 19 - 23 septembre 1973              |
| 1re phase de groupes | 5e journée  | 23 - 26 - 30 septembre - 7 novembre 1973 |
| 2e phase de groupes  | 1re journée | 12 décembre 1973                         |
| 2e phase de groupes  | 2e journée  | 23 janvier 1974                          |
| 2e phase de groupes  | 3e journée  | 6 février 1974                           |
| 2e phase de groupes  | 4e journée  | 20 février 1974                          |
| 2e phase de groupes  | 5e journée  | 27 mars 1974                             |
| 2e phase de groupes  | 6e journée  | 1er mai 1974                             |
| Phase finale         | Finale      | 23 mai 1974                              |

## Résultats

### Premier tour

#### Groupe 1
| Rang | Équipe                  | Pts | J | G | N | P | Bp | Bc | Diff |  | Résultats (▼ dom., ► ext.) | JUV | SPA | ASC | FOG | ARE |
| ---- | ----------------------- | --- | - | - | - | - | -- | -- | ---- |  | -------------------------- | --- | --- | --- | --- | --- |
| 1    | Juventus FC (D1)        | 8   | 4 | 4 | 0 | 0 | 13 | 1  | +12  |  | Juventus FC (D1)           |     |     | 3-1 |     | 4-0 |
| 2    | SPAL (D2)               | 6   | 4 | 3 | 0 | 1 | 7  | 8  | -1   |  | SPAL (D2)                  | 0-5 |     | 2-1 |     |     |
| 3    | Ascoli Calcio 1898 (D2) | 4   | 4 | 2 | 0 | 2 | 4  | 5  | -1   |  | Ascoli Calcio 1898 (D2)    |     |     |     | 1-0 | 1-0 |
| 4    | US Foggia (D1)          | 1   | 4 | 0 | 1 | 3 | 0  | 3  | -3   |  | US Foggia (D1)             | 0-1 | 0-1 |     |     |     |
| 5    | US Arezzo (D2)          | 1   | 4 | 0 | 1 | 3 | 2  | 9  | -7   |  | US Arezzo (D2)             |     | 2-4 |     | 0-0 |     |

#### Groupe 2
| Rang | Équipe             | Pts | J | G | N | P | Bp | Bc | Diff |  | Résultats (▼ dom., ► ext.) | LAZ | BRE | VAR | ROM | NOV |
| ---- | ------------------ | --- | - | - | - | - | -- | -- | ---- |  | -------------------------- | --- | --- | --- | --- | --- |
| 1    | SS Lazio (D1)      | 5   | 4 | 2 | 1 | 1 | 7  | 2  | +5   |  | SS Lazio (D1)              |     |     | 1-0 |     | 6-0 |
| 2    | AC Brescia (D2)    | 5   | 4 | 1 | 3 | 0 | 5  | 3  | +2   |  | AC Brescia (D2)            | 2-0 |     | 2-2 |     |     |
| 3    | Varèse Calcio (D2) | 4   | 4 | 1 | 2 | 1 | 4  | 2  | +2   |  | Varèse Calcio (D2)         |     |     |     | 1-1 | 1-0 |
| 4    | AS Rome (D1)       | 4   | 4 | 0 | 4 | 0 | 1  | 1  | 0    |  | AS Rome (D1)               | 0-0 | 0-0 |     |     |     |
| 5    | AC Novare (D2)     | 2   | 4 | 0 | 2 | 2 | 1  | 8  | -7   |  | AC Novare (D2)             |     | 1-1 |     | 0-0 |     |

#### Groupe 3
| Rang | Équipe                | Pts | J | G | N | P | Bp | Bc | Diff |  | Résultats (▼ dom., ► ext.) | PAL | BAR | FIO | HEL | PER |
| ---- | --------------------- | --- | - | - | - | - | -- | -- | ---- |  | -------------------------- | --- | --- | --- | --- | --- |
| 1    | SSC Palerme (D2)      | 6   | 4 | 2 | 2 | 0 | 4  | 1  | +3   |  | SSC Palerme (D2)           |     |     | 2-0 |     | 1-0 |
| 2    | AS Bari (D2)          | 5   | 4 | 1 | 3 | 0 | 6  | 4  | +2   |  | AS Bari (D2)               | 1-1 |     |     | 2-0 |     |
| 3    | AC Fiorentina (D1)    | 4   | 4 | 1 | 2 | 1 | 7  | 5  | +2   |  | AC Fiorentina (D1)         |     | 2-2 |     |     | 4-0 |
| 4    | AC Hellas Vérone (D1) | 3-1 | 4 | 1 | 2 | 1 | 4  | 4  | 0    |  | AC Hellas Vérone (D1)      | 0-0 |     | 1-1 |     |     |
| 5    | AC Pérouse (D2)       | 1   | 4 | 0 | 1 | 3 | 2  | 9  | -7   |  | AC Pérouse (D2)            |     | 1-1 |     | 1-3 |     |

#### Groupe 4
| Rang | Équipe              | Pts | J | G | N | P | Bp | Bc | Diff |  | Résultats (▼ dom., ► ext.) | INT | SAM | COM | PAR | CAT |
| ---- | ------------------- | --- | - | - | - | - | -- | -- | ---- |  | -------------------------- | --- | --- | --- | --- | --- |
| 1    | FC Inter Milan (D1) | 7   | 4 | 3 | 1 | 0 | 11 | 3  | +8   |  | FC Inter Milan (D1)        |     |     |     | 3-1 | 4-0 |
| 2    | UC Sampdoria (D1)   | 4   | 4 | 1 | 2 | 1 | 3  | 4  | -1   |  | UC Sampdoria (D1)          | 1-3 |     | 0-0 |     |     |
| 3    | Côme Calcio (D2)    | 3   | 4 | 0 | 3 | 1 | 2  | 3  | -1   |  | Côme Calcio (D2)           | 1-1 |     |     | 1-1 |     |
| 4    | Parme AS (D2)       | 3   | 4 | 1 | 1 | 2 | 3  | 5  | -2   |  | Parme AS (D2)              |     | 0-1 |     |     | 1-0 |
| 5    | Calcio Catane (D2)  | 3   | 4 | 1 | 1 | 2 | 2  | 6  | -4   |  | Calcio Catane (D2)         |     | 1-1 | 1-0 |     |     |

#### Groupe 5
| Rang | Équipe              | Pts | J | G | N | P | Bp | Bc | Diff |  | Résultats (▼ dom., ► ext.) | CES | CAT | TOR | REG | TER |
| ---- | ------------------- | --- | - | - | - | - | -- | -- | ---- |  | -------------------------- | --- | --- | --- | --- | --- |
| 1    | AC Cesena (D1)      | 6   | 4 | 2 | 2 | 0 | 6  | 1  | +5   |  | AC Cesena (D1)             |     | 2-0 |     | 3-0 |     |
| 2    | US Catanzaro (D2)   | 6   | 4 | 3 | 0 | 1 | 6  | 3  | +3   |  | US Catanzaro (D2)          |     |     | 2-1 | 1-0 |     |
| 3    | AC Torino (D1)      | 5   | 4 | 2 | 1 | 1 | 5  | 4  | +1   |  | AC Torino (D1)             | 0-0 |     |     |     | 2-1 |
| 4    | AS Reggina (D2)     | 2   | 4 | 1 | 0 | 3 | 2  | 6  | -4   |  | AS Reggina (D2)            |     |     | 1-2 |     | 1-0 |
| 5    | Ternana Calcio (D2) | 1   | 4 | 0 | 1 | 3 | 2  | 7  | -5   |  | Ternana Calcio (D2)        | 1-1 | 0-3 |     |     |     |

#### Groupe 6
| Rang | Équipe           | Pts | J | G | N | P | Bp | Bc | Diff |  | Résultats (▼ dom., ► ext.) | BOL | NAP | REG | AVE | GEN |
| ---- | ---------------- | --- | - | - | - | - | -- | -- | ---- |  | -------------------------- | --- | --- | --- | --- | --- |
| 1    | Bologne FC (D1)  | 5   | 4 | 2 | 1 | 1 | 8  | 6  | +2   |  | Bologne FC (D1)            |     |     |     | 3-1 | 2-1 |
| 2    | SSC Naples (D1)  | 5   | 4 | 2 | 1 | 1 | 7  | 5  | +2   |  | SSC Naples (D1)            |     | 2-1 | 1-1 |     | 2-0 |
| 3    | AC Reggiana (D2) | 4   | 4 | 0 | 4 | 0 | 4  | 4  | 0    |  | AC Reggiana (D2)           | 2-2 |     |     |     | 1-1 |
| 4    | US Avellino (D2) | 3   | 4 | 1 | 1 | 2 | 4  | 6  | -2   |  | US Avellino (D2)           |     | 3-2 | 0-0 |     |     |
| 5    | Genoa 1893 (D1)  | 2-1 | 4 | 1 | 1 | 2 | 3  | 5  | -2   |  | Genoa 1893 (D1)            |     |     |     | 1-0 |     |

#### Groupe 7
| Rang | Équipe                    | Pts | J | G | N | P | Bp | Bc | Diff |  | Résultats (▼ dom., ► ext.) | ATA | BRI | VIC | TAR | CAG |
| ---- | ------------------------- | --- | - | - | - | - | -- | -- | ---- |  | -------------------------- | --- | --- | --- | --- | --- |
| 1    | Atalanta BC (D2)          | 6   | 4 | 2 | 2 | 0 | 5  | 0  | +5   |  | Atalanta BC (D2)           |     |     |     | 4-0 | 1-0 |
| 2    | Brindisi Sport (D2)       | 5   | 4 | 2 | 1 | 1 | 5  | 1  | +4   |  | Brindisi Sport (D2)        | 0-0 |     | 3-0 |     |     |
| 3    | SS Lanerossi Vicence (D1) | 5   | 4 | 2 | 1 | 1 | 5  | 5  | 0    |  | SS Lanerossi Vicence (D1)  | 0-0 |     |     | 3-1 |     |
| 4    | AS Tarente (D2)           | 3   | 4 | 1 | 1 | 2 | 2  | 7  | -5   |  | AS Tarente (D2)            |     | 1-0 |     |     | 0-0 |
| 5    | Cagliari Calcio (D1)      | 1   | 4 | 0 | 1 | 3 | 1  | 5  | -4   |  | Cagliari Calcio (D1)       |     | 0-2 | 1-2 |     |     |

### Deuxième tour

#### Groupe A
| Rang | Équipe              | Pts | J | G | N | P | Bp | Bc | Diff |  | Résultats (▼ dom., ► ext.) | BOL | INT | MIL | ATA |
| ---- | ------------------- | --- | - | - | - | - | -- | -- | ---- |  | -------------------------- | --- | --- | --- | --- |
| 1    | Bologne FC (D1)     | 9   | 6 | 4 | 1 | 1 | 10 | 5  | +5   |  | Bologne FC (D1)            |     | 2-0 | 1-0 | 3-1 |
| 2    | FC Inter Milan (D1) | 8   | 6 | 4 | 0 | 2 | 7  | 5  | +2   |  | FC Inter Milan (D1)        | 2-1 |     | 2-1 | 2-0 |
| 3    | Milan AC (D1)       | 5   | 6 | 2 | 1 | 3 | 8  | 8  | 0    |  | Milan AC (D1)              | 1-1 | 0-1 |     | 2-1 |
| 4    | Atalanta BC (D2)    | 2   | 6 | 1 | 0 | 5 | 6  | 13 | -7   |  | Atalanta BC (D2)           | 1-2 | 1-0 | 2-4 |     |

#### Groupe B
| Rang | Équipe           | Pts | J | G | N | P | Bp | Bc | Diff |  | Résultats (▼ dom., ► ext.) | PAL | JUV | CES | LAZ |
| ---- | ---------------- | --- | - | - | - | - | -- | -- | ---- |  | -------------------------- | --- | --- | --- | --- |
| 1    | SSC Palerme (D2) | 8   | 6 | 3 | 2 | 1 | 8  | 3  | +5   |  | SSC Palerme (D2)           |     | 2-0 | 2-0 | 2-0 |
| 2    | Juventus FC (D1) | 7   | 6 | 2 | 3 | 1 | 6  | 4  | +2   |  | Juventus FC (D1)           | 1-1 |     | 1-1 | 3-0 |
| 3    | AC Cesena (D1)   | 5   | 6 | 1 | 3 | 2 | 5  | 7  | -2   |  | AC Cesena (D1)             | 1-1 | 0-1 |     | 2-1 |
| 4    | SS Lazio (D1)    | 4   | 6 | 1 | 2 | 3 | 3  | 8  | -5   |  | SS Lazio (D1)              | 1-0 | 0-0 | 1-1 |     |

### Finale
| Division     | Club       | Score               | Club        | Division     |
| ------------ | ---------- | ------------------- | ----------- | ------------ |
| Serie A (D1) | Bologne FC | 1 - 1 a.p., 5-4 tab | SSC Palerme | Serie B (D2) |